# سیارک ۲۳۳۱۵
سیارک ۲۳۳۱۵ (به انگلیسی: 23315 Navinbrian، نامگذاری:2001BN8) بیست و سه هزار و سیصد و پانزدهمین سیارک کشف شده‌است که در ۱۹ ژانویه ۲۰۰۱ کشف شد.
قدر مطلق سیارک برابر ۲۰.۴ است.